# Helmut M. Jahn
Helmut M. Jahn (* 18. März 1949 in Plochingen) ist ein deutscher Politiker (CDU). Er war Landrat des Hohenlohekreises und Präsident des Landkreistags Baden-Württemberg.

## Leben
Jahn wurde als Sohn eines Technischen Kaufmanns und einer Hausfrau und Schulsekretärin geboren. Er besuchte das Georgii-Gymnasium in Esslingen am Neckar. Nach dem Abitur und dem Wehrdienst studierte er, nach einem Semester Chemie in Stuttgart, Rechtswissenschaft in Tübingen. Er ist seit dem Sommersemester 1967 Mitglied der Stuttgarter Burschenschaft Ulmia. Die Referendariatszeit absolvierte Jahn von 1975 bis 1978 in Ulm, Göppingen und Heilbronn. Danach arbeitete er als Assessor am Landratsamt in Künzelsau. 1980 begann er seine Tätigkeit im Regierungspräsidium Stuttgart im Referat Katastrophen- und Zivilschutz. Unter dem damaligen Landrat Franz Susset kehrte er 1985 als Erster Landesbeamter nach Künzelsau zurück.
Seit 1989 war Jahn Landrat des Hohenlohekreises. Seit dem 1. Mai 2010 war er zudem Präsident des Landkreistags Baden-Württemberg; am 22. Juli 2013 übergab er dieses Amt an Joachim Walter. Am 22. Juli 2013 endete seine Amtszeit als Landrat. Seit diesem Zeitpunkt arbeitet Jahn als Rechtsanwalt und als Generalbevollmächtigter für die Stiftung Würth.
Jahn ist seit 1977 verheiratet, hat eine Tochter und einen Sohn und lebt in Mundelsheim (Landkreis Ludwigsburg).

## Ehrungen
Im April 2007 wurde ihm das Bundesverdienstkreuz am Bande und 2017 das Verdienstkreuz 1. Klasse verliehen. Zum Ende seiner Amtszeit als Landrat erhielt Jahn 2013 die Große Ehrenmedaille in Gold des Hohenlohekreises.